# Lockheed Altair
Dimensions
Le Lockheed Altair est un avion de sport développé entre la fin des années 1920 et le début des années 1930 à partir du Lockheed Model 8 Sirius. Deux exemplaires sont rachetés par l'USAAC et désignés Y1C-23 et Y1C-25.

## Conception et développement
Lockheed conçut une aile alternative équipé d'un train d'atterrissage rétractable pour le Lockheed Sirius à partir d'une demande de Charles Lindbergh, même si Lindbergh choisit en définitive d'acheter un Sirius standard. Le premier Altair, convertit à partir d'un Sirius, vola en septembre 1930. Comme le Sirius, le Altair était un monoplan monomoteur à ailes basses fabriqué en bois. Le train d'atterrissage, qui fonctionnait à l'aide d'une manivelle, se rétractait vers l'intérieur.
Suivant le prototype quatre Sirius furent convertis en Altair, puis six Altair furent construits neufs : trois par Lockheed, deux par la Detroit Aircraft Corporation et un par AiRover (en). Le AiRover Altair, surnommé The Flying Testbed, était propulsé par un moteur Menasco Unitwin, qui utilisait deux moteurs pour entraîner un unique arbre. Ce moteur Unitwin fut utilisé sur le Vega Model 2 Starliner (en), qui n'entra jamais en production.

## Histoire opérationnelle
Le prototype du Altair fut acheté par l'United States Army Air Corps et désigné Y1C-25, tout comme un second Altair, équipé d'un fuselage en métal et désigné Y1C-23. Ils furent utilisés comme avion de transport de personnel, comme un autre appareil qui fut utilisé par l'US Navy en tant que XRO-1.

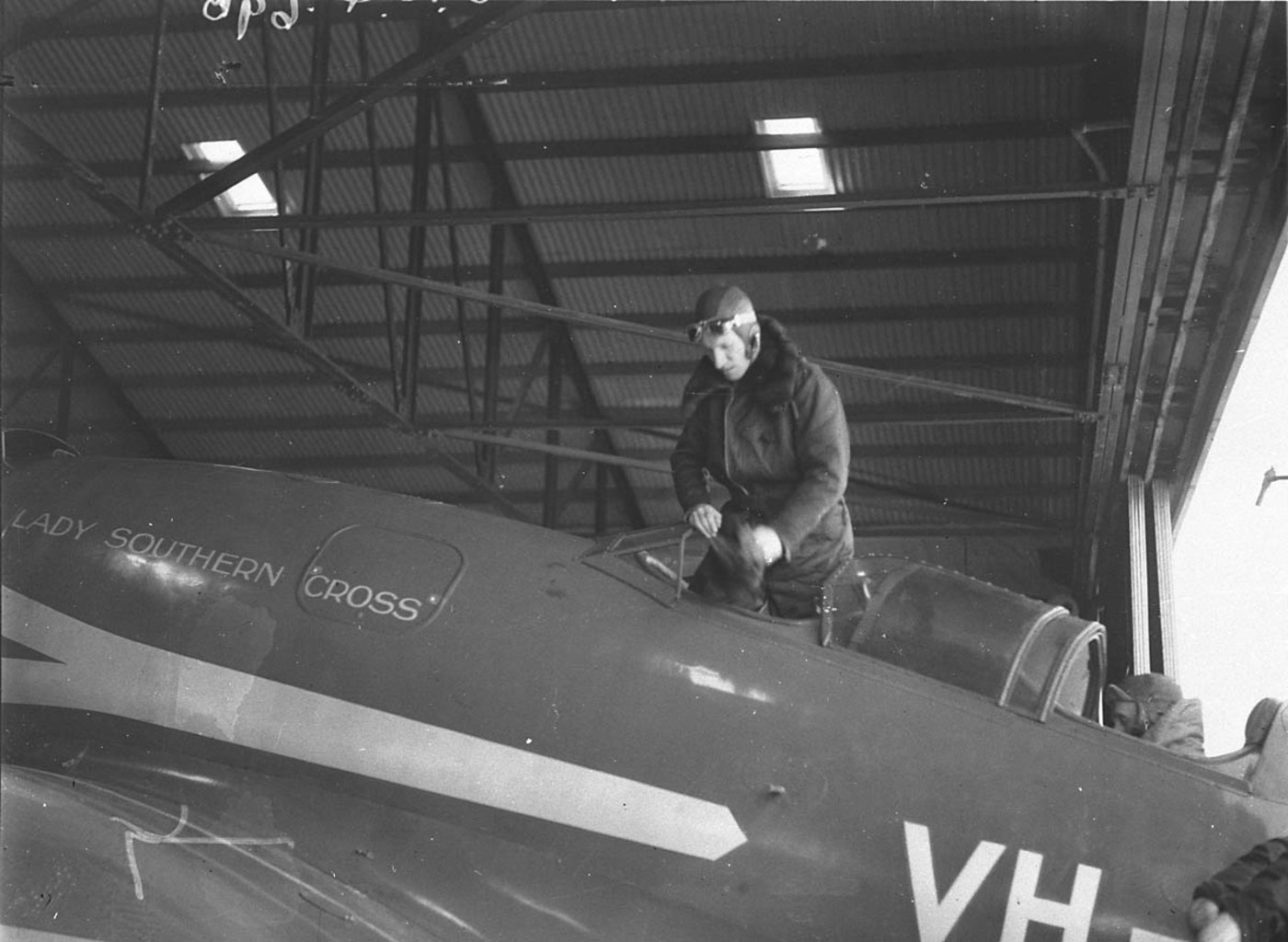
Le Lady Southern Cross avec Kingsford Smith à son bord

Les Altair furent utilisés pour battre un certain nombre de records de distance de vol. Un appareil, nommé Lady Southern Cross, fut utilisé par l'aviateur australien Charles Kingsford Smith pour effectuer le premier vol entre l’Australie et les États-Unis entre le 20 octobre et le 4 novembre 1934. Kingsford Smith disparut aux premières heures du 8 novembre 1935 au-dessus de la mer d'Andaman lors d'un vol de nuit entre Allâhâbâd et Singapour, à bord de Lady Southern Cross alors qu'il essayait de battre le record de vol entre l'Angleterre et l'Australie.
Deux Altair furent utilisés par le journal japonais Mainichi Shimbun en tant que transporteur de passagers et de fret à haute vitesse, dont un est resté en service jusqu'en 1944.

## Variantes

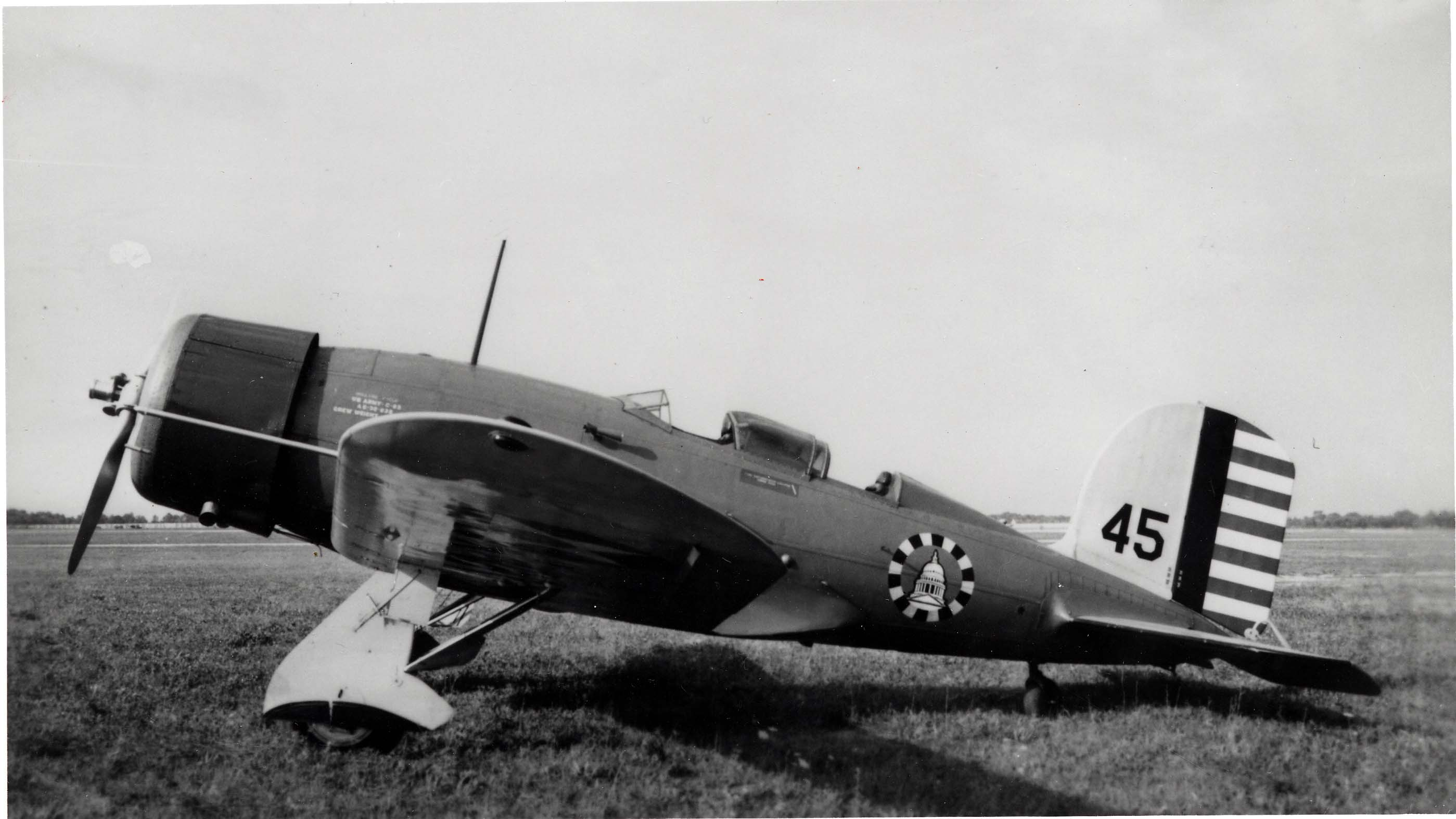
le Lockheed C-23

8D Altair
Avion de sport biplace à hautes performances et long rayon d'action, équipé d'un train d’atterrissage rétractable, propulsé par un moteur en étoile Pratt & Whitney SR-1340E Wasp de 500 ch (373 kW) ; un prototype, quatre Sirius convertis, six appareils de production.
Sirius 8 Special

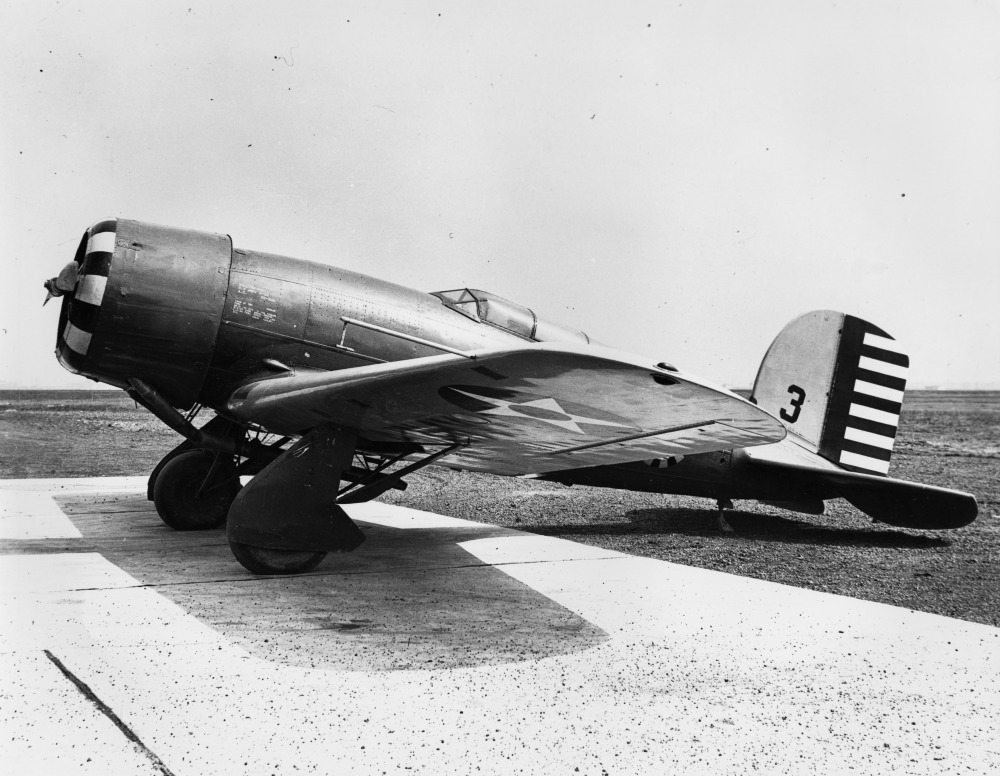
Lockheed Y1C-23

Un appareil fabriqué pour l'aviateur australien Charles Kingsford Smith, il fut converti en Altair 8D, nommé ensuite Lady Southern Cross.
DL-2A
Deux Altair 8D fabriqués par la Detroit Aircraft Corporation.
Y1C-23
Le second Altair 8D fut acheté par l'US Army Air Corps, il fut utilisé comme avion de transport de personnel. Désigné ensuite C-23.
Y1C-25
Le prototype du Altair 8D fut acheté par l'US Army Air Corps, propulsé par un moteur en étoile Pratt & Whitney R-1340-17 Wasp de 450 hp (336 kW).
XRO-1
Un Altair DL-2A acquis par l'U.S. Navy, il fut utilisé comme avion de transport de personnel.

## Opérateurs
Empire du Japon
- Mainichi Shimbun

  États-Unis
- United States Army Air Forces
- United States Navy